# Alysheba
Alysheba (1984-2009) est un cheval de course pur-sang américain, vainqueur du Kentucky Derby et de la Breeders' Cup Classic. Cheval de l'année aux États-Unis en 1988, il est membre du Hall of Fame des courses américaines.

## Carrière de courses
Élevé dans le Kentucky, Alysheba fait monter les enchères jusqu'à 500 000 dollars lors des ventes de yearlings. Confié à l'entraîneur Jack Van Berg, il doit s'y reprendre à trois fois pour remporter son maiden, mais ne tarde pas à s'affirmer au plus haut niveau, en prenant trois places dans les plus prestigieux tournois de fin d'année pour les 2 ans : deuxième du Breeders Futurity et le Hollywood Futurity, troisième du Breeders' Cup Juvenile. De retour à 3 ans, il échoue à deux reprises, jusqu'à ce qu'on lui diagnostique un problème à l'épiglotte. Une intervention chirurgicale plus tard, le poulain est changé, et prêt à réaliser son potentiel, lui qui n'a encore remporté qu'un modeste maiden. 
Alysheba dévoile ses ambitions classiques en remportant à la lutte, avec celui qui va devenir son partenaire attitré, Chris McCarron, les Blue Grass Stakes, l'une des préparatoires les plus prisées au Kentucky Derby. Mais il perd sa victoire sur tapis vert pour avoir changé de ligne durant le parcours et se retrouve classé troisième. Qu'à cela ne tienne, il a prouvé qu'il était l'un des prétendants à la victoire du Derby, et il le confirme en s'imposant de trois-quarts de longueur devant Bet Twice. Il retrouve ce dernier pour une revanche dans les Preakness Stakes, et à nouveau il se montre le plus fort. Le voilà en position de devenir le douzième lauréat de la Triple Couronne, et peut-être venger la mémoire de son père Alydar, dauphin si méritant dans les trois épreuves du challenge en 1978, toujours devancé par Affirmed. Mais il y a un défaut dans la cuirasse. Dans le Kentucky Derby et les Preakness Stakes, Alysheba a couru sous Lasix, une substance autorisée dans le Kentucky et le Maryland, censée prévenir les saignements nasaux, mais dont on sait pertinemment qu'elle a un effet sur les performances des chevaux. Or le Lasix est interdit dans l'état de New York où se déroulent les Belmont Stakes, troisième manche de la Triple Couronne. Impossible d'affirmer qu'il y a un rapport de cause à effet tant d'autres facteurs rentrent en ligne de compte (notamment la distance de la course, 2 400 mètres), mais Alysheba échoue nettement, finissant lointain quatrième tandis que Bet Twice, cette fois, s'impose. L'éternel débat sur l'usage du Lasix est relancé. Mais Alysheba va prouver qu'il vaut mieux. Certes il est de nouveau battu par Bet Twice dans le Haskell Invitational et échoue nettement dans les Travers Stakes, mais il renoue avec la victoire dans le Super Derby et surtout s'incline d'un nez en fin d'année face au 4 ans Ferdinand, vainqueur du Kentucky Derby l'année précédente, dans la Breeders' Cup Classic. En fin d'année, il est élu 3 ans de l'année aux dépens de Bet Twice sur la foi de ses deux victoires classiques.
À 4 ans, Alysheba semble meilleur que jamais. Il fait une rentrée victorieuse à Santa Anita dans les Strub Stakes, puis défait Ferdinand à deux reprises, dans le Santa Anita Handicap et le San Bernardino Handicap. Par contre il est inexistant dans le Pimlico Special, qui voit son grand rival Bet Twice triompher. Et doit s'incliner dans la Hollywood Gold Cup, s'intercalant entre Cutlass Reality et Ferdinand. Il s'agit de la dernière défaite de sa carrière. Car jusqu'à la fin de l'année, il empile les victoires. Et commence par prendre sa revanche sur Bet Twice dans le Philip H. Iselin Handicap, puis enchaîne avec les Woodward Stakes, la Meadowlands Cup et enfin parachève son œuvre par une victoire dans la Breeders' Cup Classic aux dépens de Seeking The Gold. Sa brillante saison lui vaut de recevoir le titre suprême de cheval de l'année, et lui garantit une place au Hall of Fame des courses américaines, où il est introduit en 1993, ainsi que la 42e sur la liste des 100 meilleurs chevaux de sport hippique américain du XXe siècle établie en 1999 par le magazine The Blood-Horse. Les Alysheba Stakes, un groupe 2 se disputant à Churchill Downs, lui rend hommage chaque année, et une statue le représentant accueille les visiteurs du Aegon Center de Louisville. 

### Résumé de carrière
| Date         | Hippodrome      | Pays        | Course                      | Statut      | Distance    | Jockey       | Place       | Écart       | Vainqueur ou deuxième |
| 1986, 2 ans  | 1986, 2 ans     | 1986, 2 ans | 1986, 2 ans                 | 1986, 2 ans | 1986, 2 ans | 1986, 2 ans  | 1986, 2 ans | 1986, 2 ans | 1986, 2 ans           |
| ------------ | --------------- | ----------- | --------------------------- | ----------- | ----------- | ------------ | ----------- | ----------- | --------------------- |
| 21 juillet   | Hollywood Park  | États-Unis  | Maiden                      |             | 1 100 m     | R. Romero    | 5e / 7      | 4 ¾         | Fleeting Jet          |
| 22 août      | Arlington Park  | États-Unis  | Maiden                      |             | 1 600 m     | P. Day       | 2e / 10     | tête        | Gem Master            |
| 14 septembre | Turfway Park    | États-Unis  | Maiden                      |             | 1 700 m     | D. Brumfield | 1er / 12    | 8           | Aerator               |
| 27 septembre | Turfway Park    | États-Unis  | In Memoriam Stakes          |             | 1 600 m     | D. Brumfield | 2e / 11     | 1/2         | Kobe's Back           |
| 10 octobre   | Keeneland       | États-Unis  | Breeders' Futurity          | Gr. 2       | 1 700 m     | D. Brumfield | 2e / 10     | 3/4         | Orono                 |
| 1er novembre | Santa Anita     | États-Unis  | Breeders' Cup Juvenile      | Gr. 1       | 1 700 m     | W. Shoemaker | 3e / 13     | 2 ½         | Capote                |
| 14 décembre  | Hollywood Park  | États-Unis  | Hollywood Futurity          | Gr. 1       | 1 600 m     | P. Day       | 2e / 12     | enc.        | Temperate Sil         |
| 1987, 3 ans  |                 |             |                             |             |             |              |             |             |                       |
| 8 mars       | Santa Anita     | États-Unis  | Allowance                   |             | 1 700 m     | P. Day       | 4e / 9      | 5           | Barb's Relic          |
| 22 mars      | Santa Anita     | États-Unis  | San Felipe Stakes           | Gr. 1       | 1 700 m     | P. Day       | 2e / 8      | 3/4         | Chart the Stars       |
| 23 avril     | Keeneland       | États-Unis  | Blue Grass Stakes           | Gr. 1       | 1 800 m     | C. McCarron  | 3e / 5      | (tête)      | War                   |
| 2 mai        | Churchill Downs | États-Unis  | Kentucky Derby              | Gr. 1       | 2 000 m     | C. McCarron  | 1er / 17    | 3/4         | Bet Twice             |
| 16 mai       | Pimlico         | États-Unis  | Preakness Stakes            | Gr. 1       | 1 900 m     | C. McCarron  | 1er / 9     | 1/2         | Bet Twice             |
| 6 juin       | Belmont Park    | États-Unis  | Belmont Stakes              | Gr. 1       | 2 400 m     | C. McCarron  | 4e / 9      | 14          | Bet Twice             |
| 1er août     | Monmouth Park   | États-Unis  | Haskell invitation Handicap | Gr. 1       | 2 400 m     | C. McCarron  | 2e / 5      | enc.        | Bet Twice             |
| 22 août      | Saratoga        | États-Unis  | Travers Stakes              | Gr. 1       | 2 000 m     | C. McCarron  | 6e / 9      | 20          | Java Gold             |
| 27 septembre | Louisiana Downs | États-Unis  | Super Derby                 | Gr. 1       | 1 900 m     | C. McCarron  | 1er / 8     | 1/2         | Candy's Gold          |
| 21 novembre  | Hollywood Park  | États-Unis  | Breeders' Cup Classic       | Gr. 1       | 2 000 m     | C. McCarron  | 2e / 12     | nez         | Ferdinand             |
| 1988, 4 ans  |                 |             |                             |             |             |              |             |             |                       |
| 7 février    | Santa Anita     | États-Unis  | Charles H. Strub Stakes     | Gr. 1       | 2 000 m     | C. McCarron  | 1er / 6     | 3           | Candy's Gold          |
| 6 mars       | Santa Anita     | États-Unis  | Santa Anita Handicap        | Gr. 1       | 2 000 m     | C. McCarron  | 1er / 4     | 1/2         | Ferdinand             |
| 17 avril     | Santa Anita     | États-Unis  | San Bernardino Handicap     | Gr. 2       | 1 800 m     | C. McCarron  | 1er / 5     | nez         | Ferdinand             |
| 14 mai       | Pimlico         | États-Unis  | Pimlico Special             | Gr. 1       | 1 900 m     | C. McCarron  | 4e / 6      | 4 ¼         | Bet Twice             |
| 26 juin      | Hollywood Park  | États-Unis  | Hollywood Gold Cup          | Gr. 1       | 2 000 m     | C. McCarron  | 2e / 6      | 6 ½         | Cutlass Reality       |
| 27 août      | Monmouth Park   | États-Unis  | Philip H. Iselin Handicap   | Gr. 1       | 1 800 m     | C. McCarron  | 1er / 6     | 3/4         | Bet Twice             |
| 17 septembre | Belmont Park    | États-Unis  | Woodward Stakes             | Gr. 1       | 2 000 m     | C. McCarron  | 1er / 8     | enc.        | Forty Niner           |
| 14 octobre   | Meadowlands     | États-Unis  | Meadowlands Cup             | Gr. 1       | 2 000 m     | C. McCarron  | 1er / 5     | enc.        | Slew City Slew        |
| 5 novembre   | Churchill Downs | États-Unis  | Breeders' Cup Classic       | Gr. 1       | 2 000 m     | C. McCarron  | 1er / 9     | 1/2         | Seeking the Gold      |

## Au haras

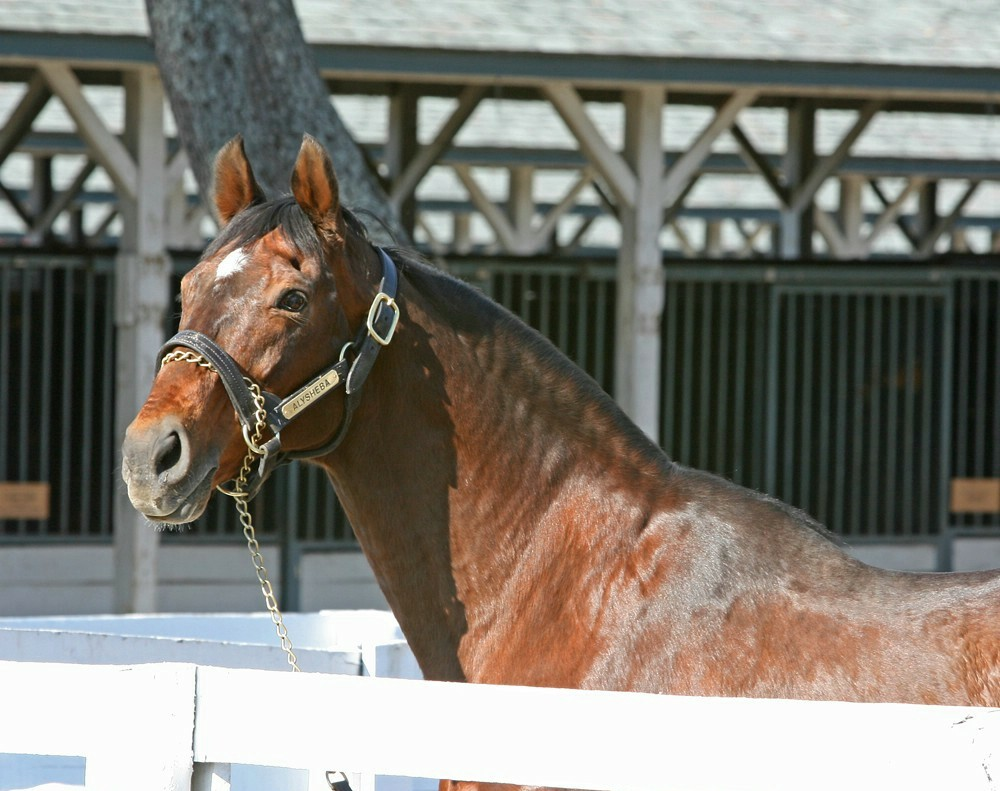
Alysheba au Kentucky Horse Park en 2008

Alysheba prend ses quartiers d'étalon au grand haras Lane's End Farm près de Versailles, dans le Kentucky. Il y reste jusqu'en 1999, lorsqu'il est vendu en Arabie Saoudite pour y poursuivre sa carrière au haras du prince héritier Abdallah Al Saoud. Étalon assez médiocre, on ne lui doit que onze "stakes winners", c'est-à-dire vainqueurs de courses principales. Mais parmi eux il a donné la jument Alywow, cheval de l'année au Canada en 1994, et il est le père de mère de l'Irlandais George Washington (par Danehill), meilleur 3 ans de l'année en Europe en 2006. En 2008, Abdallah Al Saoud, devenu roi, fait don de Alysheba au Kentucky Horse Park's Hall of Champions, pour qu'il y termine ses jours. Il y récupère le box de John Henry, décédé quelques mois plus tôt, juste en face de celui de Cigar. C'est là qu'il s'éteint, en 2009, à 25 ans, euthanasié à la suite d'une chute due à l'ataxie dont il souffrait. 

## Origines
Alysheba est un fils du champion Alydar, grand et malheureux rival du crack Affirmed, et devenu un étalon de premier plan, tête de liste des étalons américains en 1990, et père d'un autre champion, Easy Goer. Les succès d'Alysheba notamment firent grimper sa cote et son prix de saillie jusqu'à $ 250 000, sans compter les arrangements particuliers de son haras, Calumet Farm.
La mère d'Alysheba, Bel Sheba, ne manquait pas de talent puisqu'il se classa troisième des Adirondack Stakes, un groupe 2 pour 2 ans. Elle se montra bonne poulinière, puisqu'en sus d'Alysheba elle donna sa propre sœur Alysabelle, lauréate des La Canada Stakes (Gr.2), et troisième des Hollywood Oaks (Gr.1) et du Santa Maria Handicap (Gr.1). Bel Sheba était par ailleurs la propre sœur de Wac, mère quant à elle du bon miler et bon étalon Lear Fan (par Roberto), vainqueur d'un Prix Jacques Le Marois, deuxième du Prix du Moulin de Longchamp et troisième des 2000 Guinées.

### Pedigree
| Origines de Alysheba (USA), mâle bai né en 1984 | Origines de Alysheba (USA), mâle bai né en 1984 | Origines de Alysheba (USA), mâle bai né en 1984 | Origines de Alysheba (USA), mâle bai né en 1984 |
| ----------------------------------------------- | ----------------------------------------------- | ----------------------------------------------- | ----------------------------------------------- |
| Père Alydar ch. 1975                            | Raise A Native ch. 1961                         | Native Dancer gr. 1950                          | Polynesian                                      |
| Père Alydar ch. 1975                            | Raise A Native ch. 1961                         | Native Dancer gr. 1950                          | Geisha                                          |
| Père Alydar ch. 1975                            | Raise A Native ch. 1961                         | Raise You ch. 1946                              | Case Ace                                        |
| Père Alydar ch. 1975                            | Raise A Native ch. 1961                         | Raise You ch. 1946                              | Lady Glory                                      |
| Père Alydar ch. 1975                            | Sweet Tooth b. 1965                             | On-and-On b. 1956                               | Nasrullah                                       |
| Père Alydar ch. 1975                            | Sweet Tooth b. 1965                             | On-and-On b. 1956                               | Two Lea                                         |
| Père Alydar ch. 1975                            | Sweet Tooth b. 1965                             | Plum Cake ch. 1958                              | Ponder                                          |
| Père Alydar ch. 1975                            | Sweet Tooth b. 1965                             | Plum Cake ch. 1958                              | Real Delight                                    |
| Mère Bel Sheba b. 1970                          | Lt. Stevens b. 1961                             | Nantallah b. 1953                               | Nasrullah                                       |
| Mère Bel Sheba b. 1970                          | Lt. Stevens b. 1961                             | Nantallah b. 1953                               | Shimmer                                         |
| Mère Bel Sheba b. 1970                          | Lt. Stevens b. 1961                             | Rough Shod II b. 1944                           | Gold Bridge                                     |
| Mère Bel Sheba b. 1970                          | Lt. Stevens b. 1961                             | Rough Shod II b. 1944                           | Dalmary                                         |
| Mère Bel Sheba b. 1970                          | Belthazar br. 1960                              | War Admiral br. 1934                            | Man O'War                                       |
| Mère Bel Sheba b. 1970                          | Belthazar br. 1960                              | War Admiral br. 1934                            | Brushup                                         |
| Mère Bel Sheba b. 1970                          | Belthazar br. 1960                              | Blinking Owl br. 1938                           | Pharamond                                       |
| Mère Bel Sheba b. 1970                          | Belthazar br. 1960                              | Blinking Owl br. 1938                           | Baba Kenny (famille 20)                         |